# 土屋喬雄
土屋 喬雄（つちや たかお、1896年〈明治29年〉11月21日 - 1988年〈昭和63年〉8月19日）は、日本の経済学者。東京大学名誉教授。東京都生まれ。日本経済史専攻。

## 来歴・人物
仙台一中卒業ののち、1918年に旧制第二高等学校を卒業し、1921年に東京帝国大学卒業。1924年、東京帝国大学経済学部助教授。日本資本主義論争では労農派の論客として活躍。人民戦線事件に連座し、大学を追放される。戦後、大学復帰。1954年に「封建社会崩壊過程の研究」により東京大学から経済学博士の学位を授与される。
1957年に東京大学を定年退官した後は明治大学、千葉敬愛経済大学、駒澤大学、拓殖大学、城西大学で教授として教鞭をとる。1970年授旭日中綬章。1974年日本学士院会員。1988年叙正四位、叙勲二等授瑞宝章。
1936年から28年間にわたり『渋沢栄一伝記資料』の編纂に関わった。その貢献により1965年度朝日賞文化賞を受賞。墓所は多磨霊園。
旧蔵書は現在、概ね明治維新以前のものを東京大学経済学部が、それ以降を一橋大学附属図書館が所蔵している。